# Villa Scheibler

Villa Scheibler è una villa storica costruita nella seconda metà del Quattrocento ed ampliata nel Settecento. Si trova nel Municipio 8 di Milano, nel quartiere di Vialba nei pressi di Quarto Oggiaro. La facciata principale affaccia su via Orsini 21. Adiacente alla villa è situato il parco di Villa Scheibler.

## Storia
La villa fu progettata come tenuta di caccia per Cicco Simonetta, potente consigliere del duca di Milano, e nel medesimo periodo ospitò a più riprese i principali personaggi della corte milanese, tra cui Ludovico il Moro. 
San Carlo Borromeo vi sostò alcuni giorni nell'ottobre del 1583, ospite di monsignor Alessandro Simonetta, in occasione della posa della prima pietra del Santuario di Rho. La villa rimase di proprietà della famiglia Simonetta sino al 1760 quando l'ultimo rappresentante, Antonio, consigliere di stato e ciambellano imperiale, morì senza eredi e quindi la vedova, la contessa Teresa Calstelbarco, vendette il complesso alla famiglia Ferrario di Milano che la detenne sino al 1829 quando fu acquisita dalla famiglia Formenti.
Nel 1877, la villa passò ai conti Scheibler, una famiglia di industriali originari di Monschau (Germania), che mise in atto una vasta opera di restauro del complesso grazie alla collaborazione del marchese Antonio Citterio. Con gli Scheibler la villa si dotò anche di un giardino all'inglese e di ampie scuderie per far fronte alla passione di Felice Scheibler. 
Nel periodo della Seconda guerra mondiale, la villa ospitò alcuni sfollati.
Nel 1979 la nipote di Felice Scheibler cedette la villa al comune di Milano. Nello stesso anno, il parco (già utilizzato per finalità vivaistiche) divenne uno spazio pubblico.
Nel 2024, il comune di Milano ha adibito la villa a sede per la celebrazione di matrimoni e unioni civili.

## Struttura
All'interno di un'ala della villa, vi è anche una chiesa dedicata ai santi Vitale e Agricola. Per diversi anni, l'intera struttura è stata in condizioni di abbandono che ne hanno degradato la struttura. Alla villa sono annessi anche il parco (attraversato dal torrente Pudiga, interrato, affluente del Nirone) che la circonda sul fronte posteriore, una scuderia, ed inoltre un tempo vi era un collegamento sotterraneo che la collegava con un'altra villa storica, Villa Caimi.
Villa Scheibler è stata ristrutturata grazie al progetto di riqualificazione Urban II.
La Villa è  sede del Centro Studi PIM, della Fondazione Welfare Ambrosiano, della Agenzia Sociale per la Locazione del Comune di Milano e della Casa delle Associazioni e del Volontariato Municipio 8.